# Товарні презентації
Тов́арна презент́ація (англ. product presentation) – це елемент маркетингових комунікацій,  який передбачає демонстрацію ключових характеристик, властивостей товару. Це етап просування продукту на якому менеджер з продажу (консультант, презентатор) у формі монологу розповідає про способи розв'язання проблем клієнта, отримані вигоди та переваги.

### Цілітоварної презентації
- інформування, виклик зацікавленості потенційних споживачів;
- фіксація вражень, побажань клієнтів;
- демонстрація професіоналізму менеджерів з продажу;
- просування бренду;
- просування товару-новинки;
- формування позитивного іміджу товару (підприємства);
- збільшення обсягів продажу.[1]

### Цільові групи (аудиторії) товарної презентації
- потенційні споживачі;
- спонсори (інвестори);
- постійні клієнти;
- представники ЗМІ, державних органів.

### Товарна презентація актуальна для виробників
- косметичних товарів (послуг),
- харчових продуктів,
- фармацевтичних товарів,
- цифрових «гаджетів»,
- автомобілів тощо.[2]

### Етапи товарної презентації
1. Визначення мети презентації.
2. Підготовка змісту презентації  з урахуванням особливостей цільової аудиторії (настрою, рівня знань, відношення до товару і т. ін.).
3. Формулювання ключових положень презентації, що вразять, запам’ятаються, переконають у корисності товару.
4. Визначення типу презентації, вибір місця і часу проведення.
5. Формування списку гостей, їх запрошення.
6. Розробка структури виступу, вибір необхідних методів, інструментів презентації.
7. Репетиція майбутньої презентації товару.
8. Проведення презентації товару, оцінка результату.[3]

### Компоненти товарної презентації
- об’єкт рекламування (товар у натуральному вимірі);
- прототип, зразок;
- відеоролик;
- презентаційні матеріали (буклети, слайди);
- зображення на екрані (дошці).

### Місця товарної презентації
- Приміщення закладів культури (кінотеатри, музеї).
- Заклади громадського харчування (кафе, ресторани).
- Розважальні заклади, салони, бізнес-центри.
- Приміщення торговельних організацій (торгові центри, крамниці).

### Механізми товарної презентації
- Дегустація (використання пробників).
- HoReKa.
- Демонстрація (тест-драйв).

### Способи товарної презентації
- Особиста презентація.
- Презентація по телефону.
- Онлайн-презентація.[4]

### Інструменти товарної презентації
- Хостес.
- «Живий стіл».
- Проектор, Led-екран, звукове, освітлювальне обладнання, текстиль, квіти.
- Використання послуг мема, конферансьє, діджея, фаєр-, арт-шоу тощо.[5]

### Правила ефективної презентації товару
1. Відсутність тиску на учасників цільової аудиторії, надання можливості  вибору.
2. Використання «кола аргументації», правдивості, переконливості у ході демонстрації товару, візуальних матеріалів (цифр, фактів).
3. Виступ повинен бути позитивно-емоційним з нотками гумору, без слів-паразитів, з правильними елементами невербальної комунікації.
4. Використання історії розв'язання проблеми реального клієнта.
5. Розтлумачення емоційної, практичної корисності запропонованого товару (послуги), спонукання до дій споживача.
6. Використання презентатором у ході виступу метафор, простих, але чітких фраз (впевненим голосом), адаптованих відповідно до реакції клієнтів.
7. Демонстрація компетентності презентатора.
8. Надання можливості учасникам цільової аудиторії поставити запитання, продовжити розмову.[6]